# Hydroporus neclae
Hydroporus neclae là một loài bọ cánh cứng trong họ Bọ nước. Loài này được Erman & Fery miêu tả khoa học năm 2006.